# Sapromyza fasciatifrons
Sapromyza fasciatifrons är en tvåvingeart som först beskrevs av Kertesz 1913.  Sapromyza fasciatifrons ingår i släktet Sapromyza och familjen lövflugor.
Artens utbredningsområde är Taiwan. Inga underarter finns listade i Catalogue of Life.